# Internationell facklig organisation för offentliga tjänster
Internationell facklig organisation för offentliga tjänster (engelska: Public Services International, PSI), tidigare kallad Internationalen för stats- och kommunalanställda (ISKA), är en internationell facklig organisation för offentliganställda. PSI har över 670 medlemsförbund i mer än 150 länder, som gemensamt representerar över 20 miljoner arbetstagare. PSI är en officiellt erkänd icke-statlig organisation inom Internationella arbetsorganisationen (ILO) och har rådgivande status i FN:s ekonomiska och sociala råd. Man samarbetar även med Fria fackföreningsinternationalen (ICFTU).

## Generalsekreterare
- Albin Mohs (1907–1919)[1]
- Nico van Hinte (1919–1929)[1]
- Fritz Müntner (1929–1933)[1]
- Ludwig Maier (tillförordnad, 1933)[1]
- Ernest Michaud (1933–1935)[1]
- Charles Laurent och Ernest Michaud (1935–1937)[1]
- Charles Laurent (1937–1945)[1]
- Maarten Bolle (1945–1954)[1]
- Jaap Blom (1954–1956)[1]
- Paul Tofahrn (1956–1967)[1]
- Werner Barazetti (1967–1970)
- Carl Franken (1970–1981)
- Hans Engelberts (1981–2007)
- Peter Waldorff (2007–2012)
- Rosa Pavanelli (2012–2023)
- Daniel Bertossa (2023–)[2]

## Ordförande
- Peter Tevenan (1920–1932)[1]
- Charles Dukes (1932–1937)[1]
- Mark Hewitson (1937–1939)[1]
- Tom Williamson (1939–1956)[1]
- Adolph Kummernuss (1956–1964)[1]
- Gunnar Hallström (1964–1973)
- Heinz Kluncker (1973–1985)
- Victor Gotbaum (1985–1989)
- Monika Wulf-Mathies (1989–1994)
- William Lucy (1994–2002)[3]
- Ylva Thörn (2002–2010)
- Dave Prentis (2010–2023)
- Britta Lejon (2023–)[2]